# Lurcy
Lurcy – miejscowość i gmina we Francji, w regionie Owernia-Rodan-Alpy, w departamencie Ain.

## Demografia
Według danych na rok 1990 gminę zamieszkiwało 199 osób, a gęstość zaludnienia wynosiła 41,4 osób/km². W styczniu 2012 r. Lurcy zamieszkiwało 406 osób, przy gęstości zaludnienia 84,4 osób/km².